# ГЕС Наглу
Гребля Наглу — гравітаційна гребля на річці Кабул повіт Суробі, провінція Кабул, Афганістан. Розташовано за 40 км на схід від столиці Афганістану Кабула. Основна мета греблі ГЕС виробництво електроенергії з проектною потужністю 100 МВт. Це найбільша електростанція в Афганістані і генерує більшу частину електроенергії Кабула. На початок ХХІ сторіччя відновлено, проте тільки три з чотирьох генераторів знаходяться в робочому стані  Гребля має 110 м заввишки, 280 м завдовжки. Водосховище має об'єм 550 млн м³.
Будівництво греблі було профінансовано і відбулося під контролем Радянського Союзу в період з січня 1960 — 1968. Перший генератор було введено в експлуатацію на початку 1967 року. ГЕС перебувала під контролем Гульбеддіна Хекматіяра під час радянської війни в Афганістані і режиму талібів в 1990-х роках. ГЕС використовувалась як аргумент тиску на прорадянський уряд в Кабулі. 
До американської інтервенції в Афганістан у 2001, тільки два генератори були в робочому стані. У серпні 2006 року міністерство енергетики та водних ресурсів  Афганістану та російська компанія Технопромекспорт підписали контракт кошторисом у $ 32,5 млн. з відновлення двох генераторів та заміни трансформаторів. Перший з двох нових генераторів встав до ладу у вересні 2010 року і трансформатори були замінені на початку 2012 року. Відновлення станції фінансується Світовим банком. Другий блок повинен був запрацювати до кінця 2012 року У листопаді 2011 року було укладено ще один контракт на модернізацію енергообладнання станції, за фінансуванням Світового Банку